# 小川真由
小川 真由（おがわ まゆ、1984年9月14日 - ）は、フリーアナウンサー。NHK大阪放送局の報道リポーター。元和歌山放送 (wbs) 記者兼アナウンサー、元ラジオ大阪 (OBC) アナウンサー、元NHK金沢放送局契約キャスター。

## 略歴
大阪大学外国語学部（入学時の校名は大阪外国語大学）を卒業後、2008年4月から2011年2月までwbsに記者兼アナウンサーとして勤務。
2011年4月に中途採用扱いでOBCへ移籍した後、2016年3月まで在籍。
2016年4月から2019年3月までNHK金沢放送局に在籍。
2019年4月からNHK大阪放送局で報道リポーター（専属契約ではない）。

## 来歴・人物
私立滝高等学校の在学中には、地元局・CBCラジオのパーソナリティへの憧れから放送部で活動。放送コンクールの全国大会での受賞歴もある。
大阪外国語大学への進学後は、国際協力論を学びながら日本語教師の資格を取得。3年次の終了後には、タイのチェンマイ大学で日本語教師のアルバイトに従事していた。当時は卒業後の進路に迷っていたが、タイで現地のジャーナリストに刺激を受けたことから、日本への帰国後にマスメディア業界での就職活動を始めたという。4年次には、箕面市の勝尾寺で福娘に選ばれた。
卒業後の2008年4月1日付で、wbsに入社。毎日放送でのアナウンサー合同研修を経て、入社1年目から『Wbsニュース 今日あす』を担当。一方で、記者として番組制作にも携わった。2009年と2010年には、日本民間放送連盟賞優秀賞を受賞している。
OBCへの移籍後は、音楽・情報・報道番組を担当。災害報道に関心を持ったことから、防災士の資格を取得している。移籍直後には、同僚アナウンサーの和田麻実子・松本雅子（当時）と共に、開局55周年記念イメージキャラクターユニットの「弁天R.シスターズ」を結成。ユニット紹介のPVでは、趣味の日本舞踊を披露している。2012年10月から松本恵治の後任で『News Tonight いいおとな』のナビゲーターを担当したが、2016年2月26日（金曜日）放送分で降板。2016年3月13日付でラジオ大阪を退社すると、NHK金沢放送局の契約キャスターに転身した。
NHK金沢では、2016年4月4日（月曜日）から『かがのとイブニング』のサブキャスターを隔週で担当。2017年度からメインキャスターに昇格すると、2019年2月には、平成30年度NHKキャスターリポート大賞を受賞した。契約期間の満了に伴って、2019年3月31日付で退局。同年4月1日からは、NHK大阪放送局の報道リポーターとして、地域報道番組を中心に関西地方での活動を本格的に再開している。
OBCを退社してからは、大学・自治体などでの講演やイベント司会も随時担当。母校の大阪大学で開かれる司馬遼太郎記念学術講演会でも、毎回司会を務めている。
また、セイアカデミーで、局アナ受験クラスも受け持つ。
趣味特技は、ピアノ(ジャズ・クラシック）、日本舞踊（名古屋西川流名取）、乗り鉄、高校野球。

## 担当番組

### 現在
- ほっと関西など（NHK大阪）
- 演歌百撰ナレーション（BS11）※2021年4月5日に関連ラジオ番組「ラジオ関西 演歌百撰」にゲスト出演。2021年12月8日に関連ラジオ番組「OBC(ラジオ大阪)演歌百撰」にアシスタントで出演。

### 過去

#### 和歌山放送時代
- Wbsニュース 今日あす
- 県庁だより　ほか多数

新人時代に毎日放送のアナウンサー（大吉洋平・斎藤裕美）と合同で研修を受けていたことから、2010年1月20日には、『MBSたびぐみ とっておき旅ラジオ』（MBSラジオ）内のコーナー「日本縦断!旅スポ!」 に電話で出演した。

#### ラジオ大阪時代
- 真由のミュージックコンテナ（2011年4月 - 2012年9月）
- 真由の情報トピックス（2012年10月 - 2013年3月）
- News Tonight いいおとなナビゲーター（2012年10月 - 2016年2月26日）
- 愛してラジオ大阪
- 防災～守れる命～　大阪管区気象台通信
- 特別番組 20年後の私たちへ～没後20年 司馬遼太郎さんからのメッセージ～（2016年2月27日 17:00-17:30）※ラジオ大阪アナウンサーとしての最終出演番組
- 多数のラジオCMでナレーターを務めた。

#### NHK金沢放送局時代
- じわもんラジオ
- かがのとイブニング（2016年度隔週サブキャスター→2017・2018年度メインキャスター）